# Lemešring
Lemešring je motokroserska staza kod bačkog sela Lemeša, AP Vojvodina, Republika Srbija.
Staza se nalazi jugoistočno od sela, s jugoistočne strane željezničke pruge. Poligon je dimenzija 400 x 200 metara. Trkalište je turističkom atrakcijom. Kao što je nekad Lemeška banja privlačila brojne goste iz udaljenih krajeva, danas to čini ova staza.
Danas je mjestom međunarodnih motokroserskih utrka. 
Utrke se održavaju u svibnju. Prve su održane 1996. godine.
Do danas su se ovdje vozile utrke u trkačkim klasama 60 cc, 65 cc, 80 cc, 85 cc, 125 cc i 250 cc. Na trkama je sudjelovalo po stotinjak vozača. Utrke u najjačim kubikažama boduju se za Balkanski tour. Utrke posjeti po 2500 ljudi.

## Vanjske poveznice
- Lemeš  Arhivirana inačica izvorne stranice od 11. veljače 2021. (Wayback Machine) Galerija slika: Lemešring
- Panorama motocross staze  Arhivirana inačica izvorne stranice od 14. listopada 2016. (Wayback Machine)
- Motokros  Arhivirana inačica izvorne stranice od 13. listopada 2016. (Wayback Machine)
- Staza  Arhivirana inačica izvorne stranice od 12. listopada 2016. (Wayback Machine)